# トウゴロウイワシ目
トウゴロウイワシ目（学名：Atheriniformes）は、硬骨魚類の分類群の一つ。2亜目6科48属で構成され、トウゴロウイワシなど沿岸域に住む海水魚や、レインボーフィッシュと総称される色彩に富む淡水魚など、およそ312種が含まれる。

## 概要
トウゴロウイワシ目は世界中の熱帯・温帯域に分布し、約300種のうち200種がオーストラリア・ニューギニアを中心とした淡水魚で、残る100種は沿岸付近の浅い海に生息する海水魚である。系統的にはダツ目・カダヤシ目と近い関係にある。本目そのもの、あるいは下位分類の位置づけには異論が多く、分類体系の確立には問題が残されている。
海洋に住む種類では銀色を基調とした体色であることが多く、銀の縦縞をもつ種類もいる。一方でメラノタエニア科など淡水産のグループ（特に雄）は鮮やかな色彩をしていることが多く、レインボーフィッシュあるいはブルーアイと呼ばれ、観賞魚として知られている。日本産魚類は少なく、トウゴロウイワシ・ヤクシマイワシ・ナミノハナなど海産の6種ほどが沿岸域で観察されるに過ぎない。
多くの種類は2つに分かれた背鰭をもち、前方の1つは比較的軟らかい棘条のみ、後方の背鰭は1本の棘条と数本の軟条で構成される。臀鰭にも1本の棘条をもつ。側線はない場合が多く、あっても不完全で未発達である。胸鰭は体側面の高い位置にあり、腹鰭の位置は通常は腹部だが胸鰭の近くにある種類もいる。孵化したばかりの幼生は鰭条が不明瞭である。

## 分類
トウゴロウイワシ目の分類は幾度かの変遷を経た後、ネルソン（2006）による2亜目6科48属の構成となった。本目にはかつて3亜目（トウゴロウイワシ亜目、メラノタエニア亜目、ベドティア亜目）が置かれていたが、新分類ではアテリノプス科魚類が他の全ての科の姉妹群であるとするダイアーらの見解が採用され、現行の2亜目（アテリノプス亜目、トウゴロウイワシ亜目）となった。分類はなお流動的であり、研究者間での意見の相違を解決することが、本目の系統分類における課題と考えられている。

### アテリノプス亜目

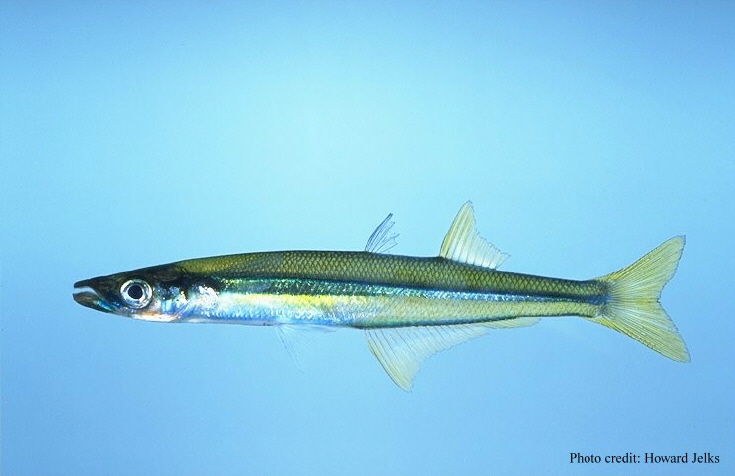
Atherinopsidae 科の1種（Labidesthes sicculus）

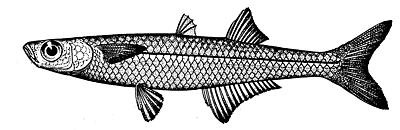
Atherinopsidae 科の1種（Menidia peninsulae）。2基の背鰭と、高い位置にある胸鰭が特徴

アテリノプス亜目（Atherinopsoidei）は1科11属108種からなる。このグループの魚類はトウゴロウイワシ科の亜科として分類されていたが、ダイアーの見解に基づき独立の亜目・科となった。

#### Atherinopsidae 科
アテリノプス科（Atherinopsidae）は2亜科11属108種。南北アメリカ大陸の沿岸海域・汽水域および淡水域に分布する。トウゴロウイワシ目の中でいわゆる新世界に生息する魚類は、本科を除けばナミノハナ科などごく一部に過ぎない。ほとんどの種類は体長15cmほどだが、太平洋東部に住む一部の種類は1mを超える。
背鰭は2基で互いに離れており、胸鰭の位置は高い。体は半透明であることが多く、銀色の縦縞をもつ。蝶形骨および前上顎骨の形態にトウゴロウイワシ亜目とは異なる特徴があり、本科および本亜目設置の根拠とされている。
- アテリノプシス亜科（Atherinopsinae）6属34種。太平洋東部からブラジル南部の沿岸、淡水域に分布。オドンテステス属のペヘレイ（ラプラタトウゴロウ）は食用とされる。
  - アテリノプス属 Atherinops
  - アテリノプシス属 Atherinopsis
  - バシリクチス属 Basilichthys
  - コルピクチス属 Colpichthys
  - レウレステス属 Leuresthes
  - オドンテステス属 Odontesthes 属
- メニディア亜科（Menidiinae）5属74種。メキシコから中央アメリカにかけて分布する熱帯性の淡水魚を多く含む。
  - アテリネラ属 Atherinella 属
  - ラビデステス属 Labidesthes 属
  - メラノリヌス属 Melanorhinus 属
  - メンブラス属 Membras 属
  - メニディア属 Menidia 属

### トウゴロウイワシ亜目

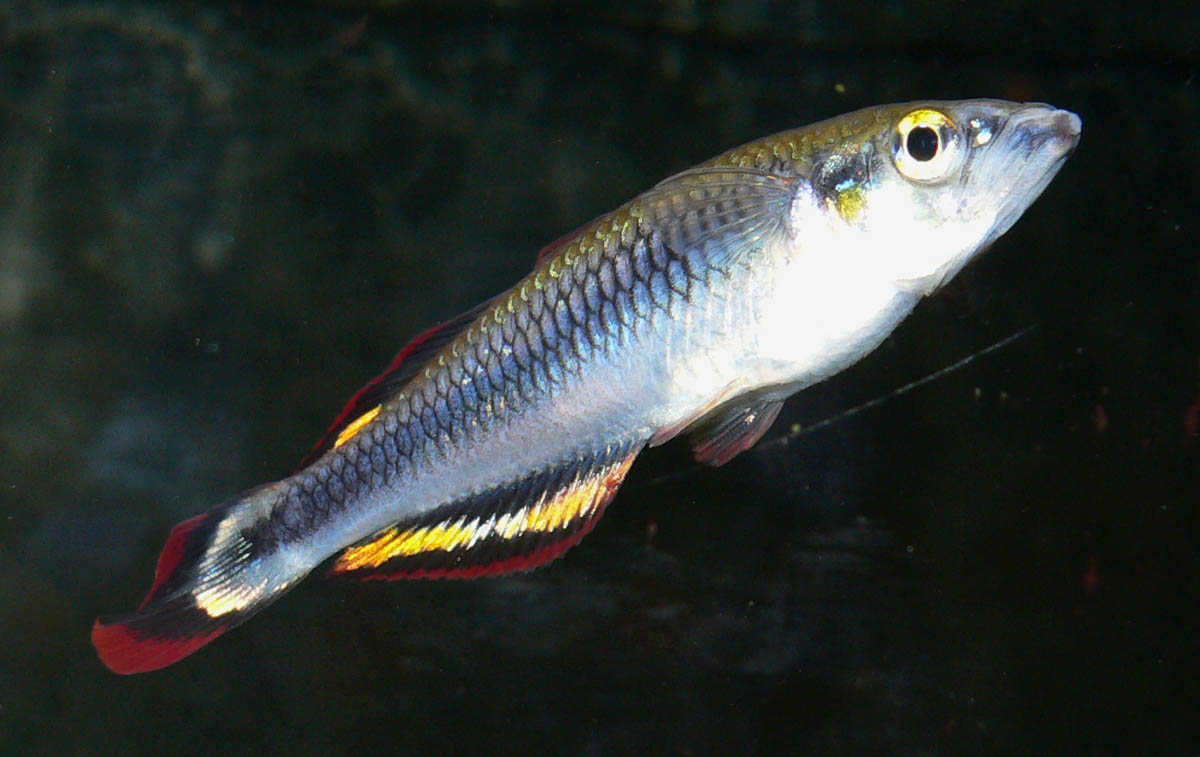
マダガスカルレインボー Bedotia geayi （ベドティア亜科）

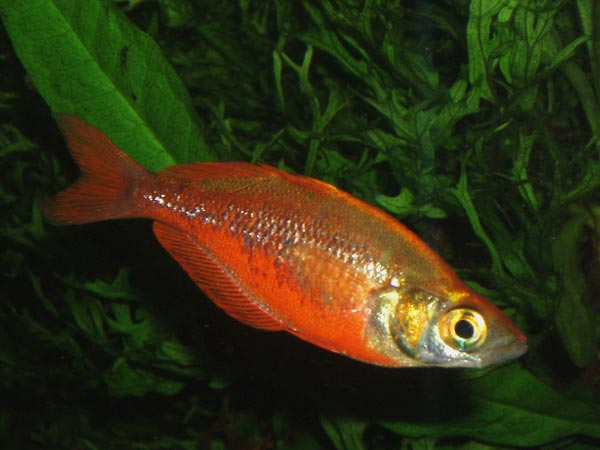
レッドレインボーフィッシュ Glossolepis incisus （メラノタエニア亜科）

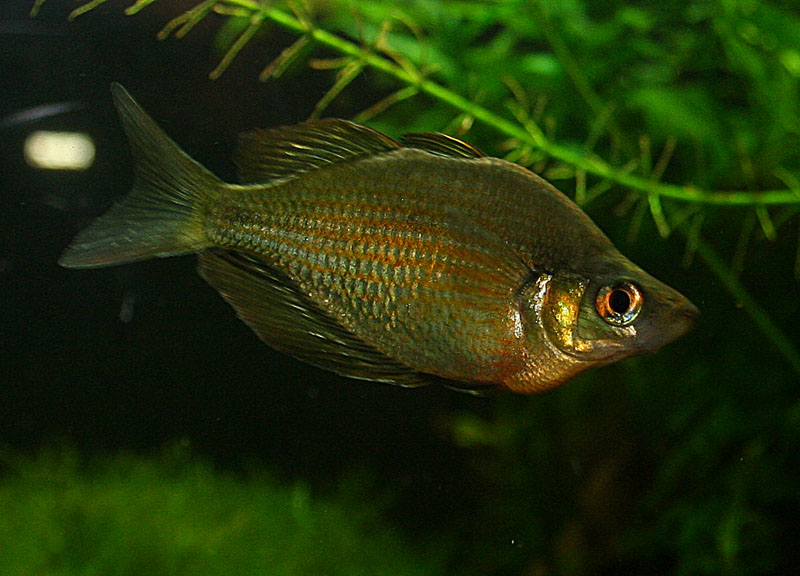
レイクワナムレインボーフィッシュ Glossolepis wanamensis （メラノタエニア亜科）

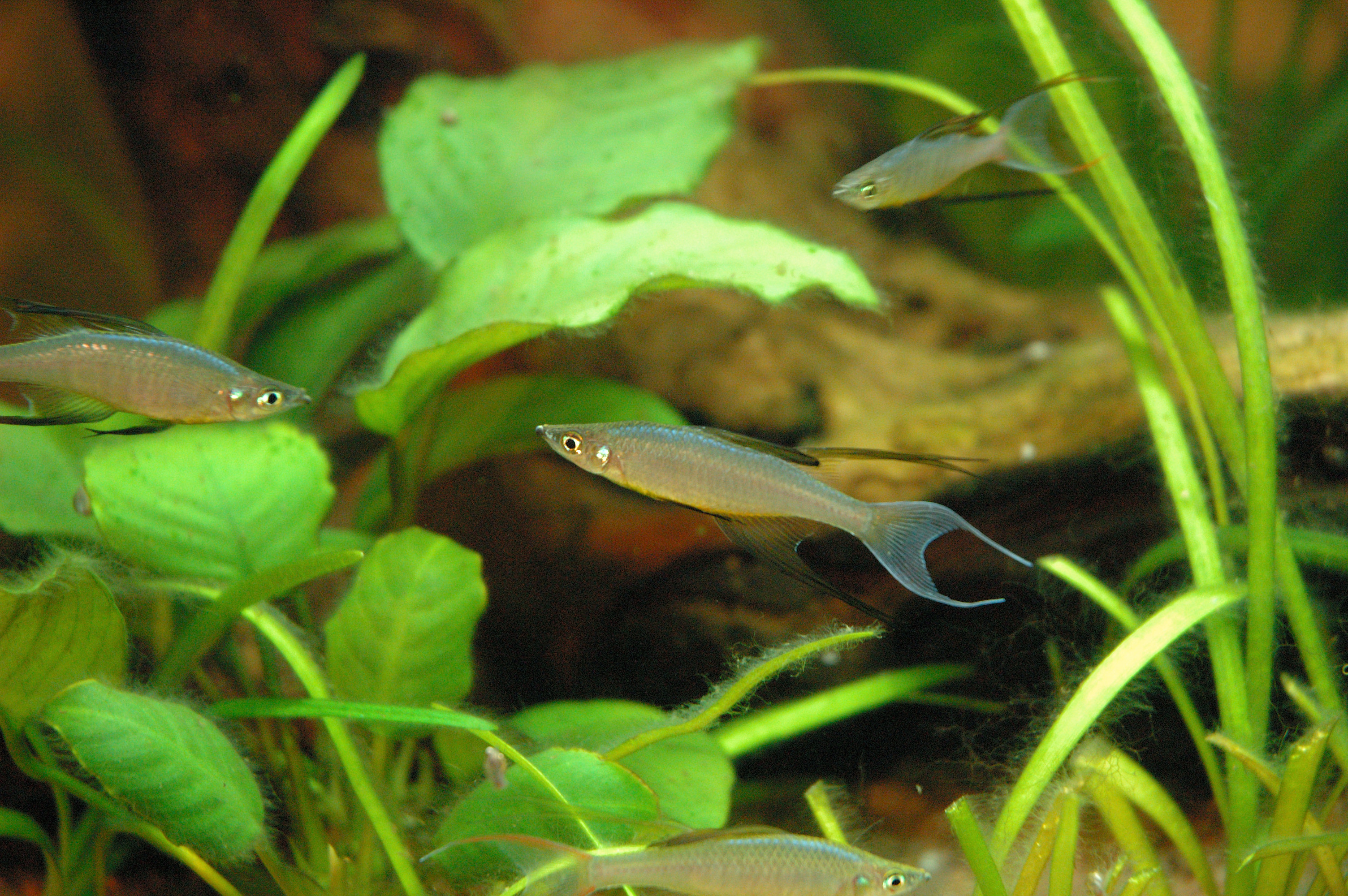
ニューギニアレインボー Iriatherina werneri （メラノタエニア亜科）

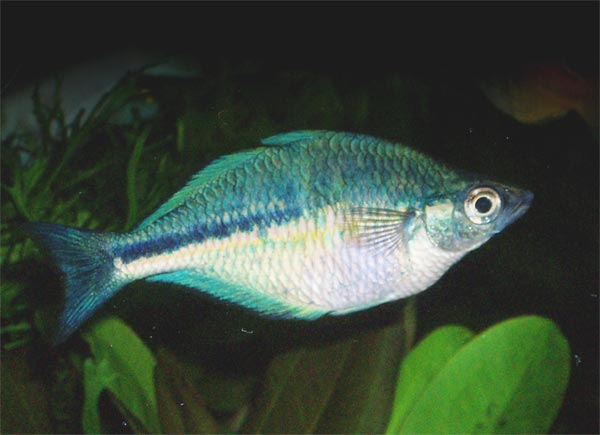
ブルーレインボー Melanotaenia lacustris （メラノタエニア亜科）

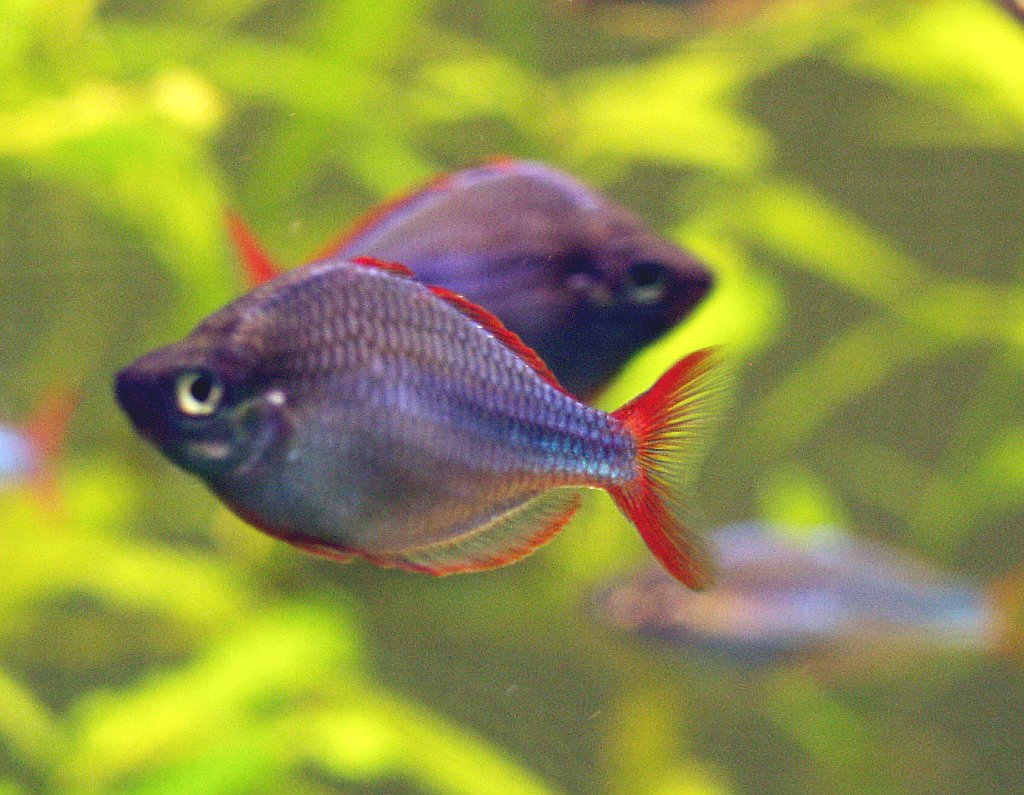
Melanotaenia praecox （メラノタエニア亜科）

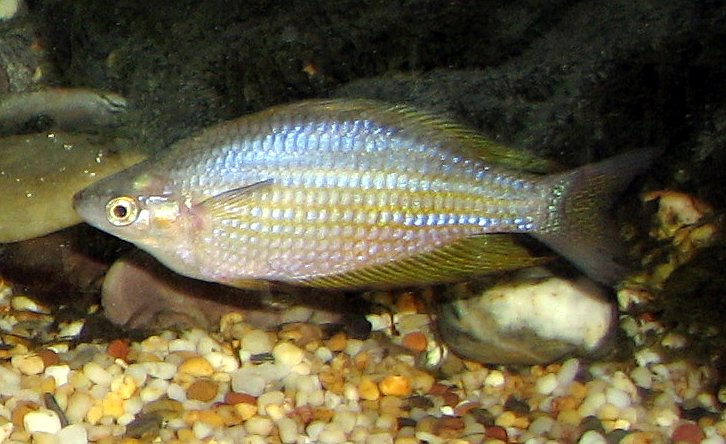
イースタンレインボーフィッシュ Melanotaenia splendida （メラノタエニア亜科）

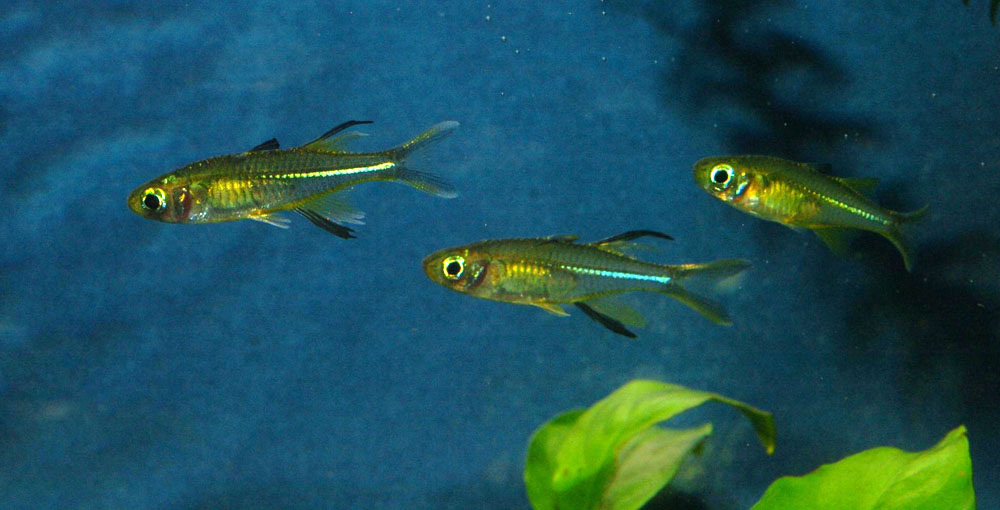
セレベスレインボー Marosatherina ladigesi （テルマテリナ亜科）。本亜科はインドネシアを中心に分布する

トウゴロウイワシ亜目（Atherinoidei）は5科37属204種からなる。かつて亜目として扱われていたメラノタエニア亜目・ベドティア亜目は本亜目に吸収され、前者はメラノタエニア科、後者はその中のベドティア亜科となった。ナミノハナ科はナミノハナ下目（Notocheiroida）、他の4科はトウゴロウイワシ下目（Atherinoida）に分類される。これはナミノハナ科が残る4科の起源にあたるグループであるとする、ダイアー（1996）の見解に基づいている。

#### ナミノハナ科
ナミノハナ科（Notocheridae）は2属6種。太平洋・インド洋などに分布する海洋性の魚類で、日本近海でも3種が確認されている。体は左右に平べったく側扁する。体高が大きく、胸鰭はかなり高い位置にあるなど独特な体型をもつ。最大長は5cmほど。ノトケイルス属は1基目の背鰭を欠くことなどから、ナミノハナ属とは別の科として分類されていた。
- ナミノハナ属 Iso
- ノトケイルス属 Notocheirus

#### メラノタエニア科
メラノタエニア科（Melanotaeniidae）は4亜科17属113種で構成される。本科以降の4科はトウゴロウイワシ下目としてまとめられる。科以下の分類には研究者によって異同が多く、アーン（1997）はプセウドムギル科とテルマテリナ科を独立させるなど計6科を置き、系統順位にも変更を加えている。
ほとんどが淡水魚で、オーストラリア・ニューギニア・インドネシア・マダガスカルなどに分布する。本科魚類の雄には鮮やかな色彩に富む種類が多く、レインボーフィッシュあるいはブルーアイと呼ばれ、観賞魚として水族館や個人のアクアリウムで飼育対象とされる。体は側扁し、2基の背鰭は比較的近い位置にある。腹鰭の最後部の鰭条が膜によって腹部とつながっており、他科との鑑別に有用な特徴となっている。多くの種類では、体色や鰭条の長さなどに性的二形がみられる。

##### ベドティア亜科
- ベドティア亜科（Bedotiinae）2属16種からなる。すべてマダガスカル島に生息する淡水魚で、本科の中ではもっとも原始的な一群と考えられている。臀鰭の鰭条はないか、あっても脆弱。ベドティア科 Bedotiidaeとして、独立の科として扱われる場合もある。
  - ベドティア属 Bedotia - マダガスカル・レインボーなど9種
  - レオクレス属 Rheocles - 7種

##### メラノタエニア亜科
- メラノタエニア亜科（Melanotaeniinae）7属68種を含み、本科の中では最大のグループである。体長は12cm程度で、ニューギニア・オーストラリアと付近の島嶼部に分布する。メラノタエニア亜目（Melanotaenioidei）メラノタエニア科（Melanotaeniidae）として、独立の科として扱われる場合もある。
  - ケアンズイクチス属 Cairnsichthys
  - チラテリナ属 Chilatherina
  - グロッソレピス属 Glossolepis
  - イリアテリナ属 Iriatherina
  - メラノタエニア属 Melanotaenia
  - ペランギア属 Pelangia
  - ラディノケントルス属 Rhadinocentrus

##### プセウドムギル亜科
- プセウドムギル亜科（Pseudomugilinae）3属18種を含む。一般にブルーアイ（Blue-eye）と呼ばれる一群で、ニューギニア・オーストラリアの淡水～汽水域に分布し、一部は海に進出する。レインボーフィッシュとは異なり棘条は弱く、第2背鰭には棘条がない。レインボーフィッシュよりも小型の種類が多く、最大長は6.5cmである。プセウドムギル科 Pseudomugilidaeとして、独立の科として扱われる場合もある。
  - キウンガ属 Kiunga - 2種
  - プセウドムギル属 Pseudomugil - ポポンデッタ・フルカタ、バタフライ・レインボー、シュードムギル・パスカイ、シュードムギル・シアノドーサリスなど15種
  - スカトゥリギニクチス属 Scaturiginichthys - Red-finned blue-eye (Scaturiginichthys vermeilipinnis) の1種のみ。

##### テルマテリナ亜科
- テルマテリナ亜科（Telmatherininae）5属17種からなる。スラウェシ島などインドネシアに分布し、すべて淡水性。単系統性が広く認められたグループであるが、テルマテリナ科 Telmatherinidaeとして、独立の科として扱われる場合もあるなど、分類上の位置については複数の見解がある[2]。
  - カリプタテリナ属 Kalyptatherina
  - マロサテリナ属 Marosatherina
  - パラテリナ属 Paratherina
  - テルマテリナ属 Telmatherina
  - トミナンガ属 Tominanga

#### ムギイワシ科
ムギイワシ科（Atherionidae）は1属3種。インド洋と西部太平洋に分布する海水魚。頭部と口の外側に突起状の構造がある。以前はトウゴロウイワシ科の亜科とされたが、ダイアーおよびアーンらの研究に基づき独立した科とされた。
- ムギイワシ属 Atherion

#### トウゴロウメダカ科
トウゴロウメダカ科（Phallostethidae）は2亜科5属22種で構成される。すべての種類は側扁し、ほぼ透明な体をもつ。デンタテリナ亜科はトウゴロウイワシ科に含められることもあったが、現在ではいくつかの骨学的な特徴から、トウゴロウメダカ亜科と近い関係にあることが強く示唆されている。
- デンタテリナ亜科（Dentatherininae）1属1種。西部太平洋の熱帯海域に分布する。
  - デンタテリナ属 Dentatherina
- トウゴロウメダカ亜科（Phallostethidae）4属21種。フィリピンからタイ、スマトラ島にかけての淡水・汽水域に分布する。雄は頭の下に、「プリアピウム」（priapium）と呼ばれる非対称で複雑な構造をした交尾器官をもつことが大きな特徴である。これは雄の腹鰭の骨格が変形したもので、雌では1種を除き骨格自体が消失している。雄は交尾時に雌の体を固定するためにプリアピウムを用いる。「左利き（sinistral）」と呼ばれる雄ではプリアピウムが体の左側に開口し、肛門は右側に開く。「右利き（dextral）」の雄ではその逆で、ほとんどの種類では「左利き」「右利き」がほぼ同数いるが、どちらかに偏った種類もある。雌は交尾を通じて体内受精を行うが卵生で、微細な突起に覆われた受精卵を産卵する。体は側扁し、半透明から透明。小型の魚類で、体長は最大で3.7cmほどである。
  - グラファルス属 Gulaphallus
  - ネオステトゥス属 Neostethus
  - トウゴロウメダカ属 Phallostethus
  - フェナコステトゥス属 Phenacostethus

#### トウゴロウイワシ科
トウゴロウイワシ科 Atherinidae は3亜科12属60種からなる。体長10cm未満の小型の魚類で、Atherinopsidae 科とは対照的にインド洋・西部太平洋など旧世界の海洋を中心に分布する。日本近海にもトウゴロウイワシ、ヤクシマイワシなど数種が生息する。2基の背鰭は広く離れ、胸鰭は高い位置にある。体はしばしば半透明で、銀色の縦縞をもつ。腹鰭の鰭条や後擬鎖骨の形態に特徴があり、分類形質として用いられる。

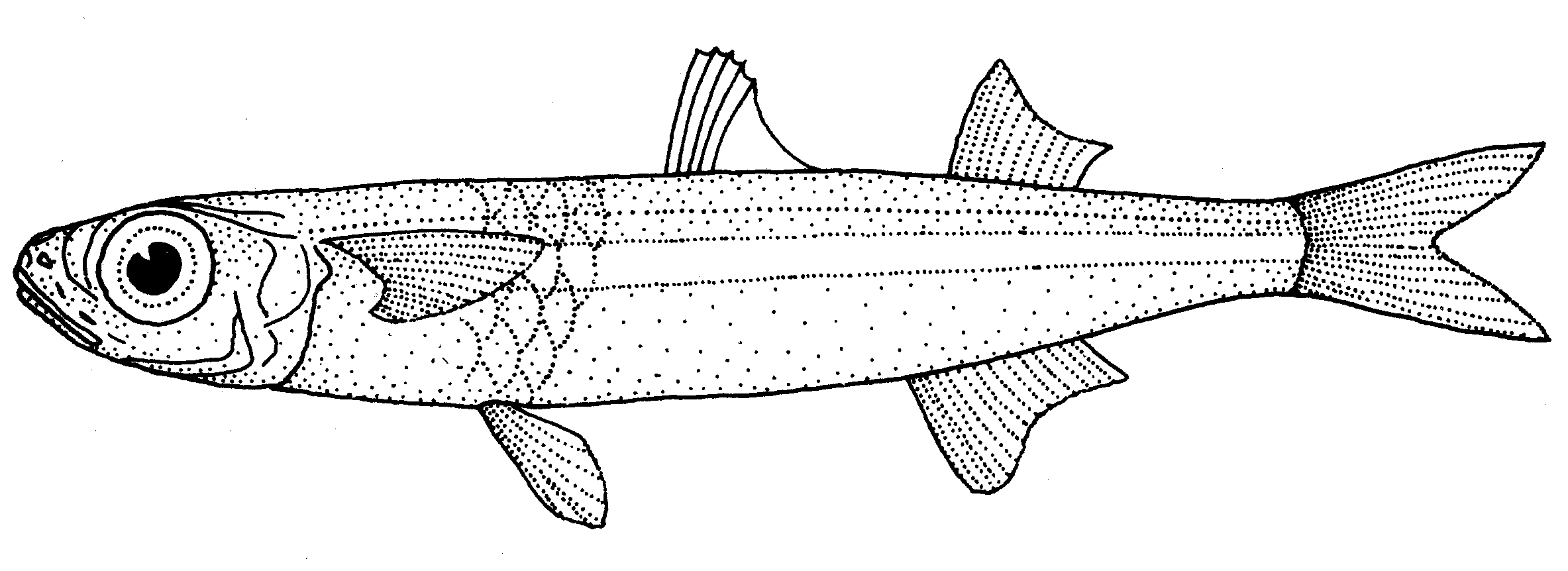
ヤクシマイワシ（Atherinomorus lacunosus）。日本近海に分布する数少ないトウゴロウイワシ目魚類の1種

- ヤクシマイワシ亜科（Atherinomorinae）5属22種。ほとんどはインド洋・太平洋に分布するが、一部は大西洋に生息する。
  - ギンイソイワシ属 Hypoatherina
  - ヤクシマイワシ属 Atherinomorus
  - アレピドムス属 Alepidomus
  - ステナテリナ属 Stenatherina
  - テラムルス属 Teramulus
- クラテロケファルス亜科（Craterocephalinae）2属26種。ニューギニアとオーストラリアの淡水域に住む。
  - クラテロケファルス属 Craterocephalus
  - クィリクチス属 Quirichthys
- アテリナ亜科（Atherininae）5属12種。アテリナ属は地中海を含む東部大西洋に、残る4属はオーストラリアの淡水域に分布する。
  - アテリナ属 Atherina
  - アテリナソン属 Atherinason
  - アテリノソマ属 Atherinosoma
  - ケストラテリナ属 Kestratherina
  - レプタテリナ属 Leptatherina